# Danjong di Joseon
Danjong (단종?, 端宗?, TanchongMR; nato Yi Hongwi (이홍위?, 李弘暐?); 9 agosto 1441 – Contea di Yeongwol, 17 novembre 1457) è stato il sesto re di Joseon, sul quale regnò dal 1452 al 1455.

## Biografia
Danjong nacque con il nome proprio di Yi Hongwi il 9 agosto 1441, unico figlio maschio del principe ereditario Yi Hyang e della consorte Gwon (postumamente nota come regina Hyeondeok), che morì per le conseguenze del parto. Nel 1448 venne riconosciuto come erede del padre e, quando questi salì al trono nel 1450 con il nome di Munjong, Hongwi ricevette il titolo di principe ereditario.
Divenne re quattro giorni dopo la morte di Munjong nel maggio 1452. Siccome era troppo giovane e inesperto per governare, e non aveva nessun parente adulto di riferimento, avendo perso entrambi i genitori, si stabilì che tutte le decisioni dovessero essere prese in consultazione con il Uijeongbu (il consiglio di Stato) e i sei ministeri, e venne affiancato da un gruppo di ministri scelti da suo padre per fargli da consiglieri.
Presto rimase coinvolto in una carneficina tra i pretendenti al trono, per cui sua sorella maggiore, la principessa Gyeonghye, cercò di proteggerlo e rafforzare la sua autorità reale con l'aiuto del generale Kim Jong-seo, ma invano. Un anno dopo suo zio, il principe Suyang (re Sejo), assassinò sia Kim Jong-seo che l'ufficiale Hwang Bo-in con il pretesto che stavano cospirando una ribellione, e prese il potere con un colpo di Stato, rendendo Danjong re soltanto di nome. Nel 1454 prese in moglie la figlia di Song Hyeon-su (la futura regina Jeongsun). Nel 1455 fu costretto ad abdicare in favore dello zio, divenendo re emerito e trasferendosi nel Sugangung, una zona del Changgyeonggung. Nel corso dell'anno seguente vennero comunque fatti dei tentativi per riportarlo sul trono: quando fallirono, venne degradato a principe (con nome Nosan) ed esiliato a Changryeongpo, nella contea di Yeongwol. Durante la prigionia, si dedicò alla composizione di poesie. Nel 1457, suo zio Geumseong tentò ancora una volta di riportarlo al potere, ma venne scoperto, e il principe fu privato del suo titolo e ridotto a cittadino comune.

### Morte

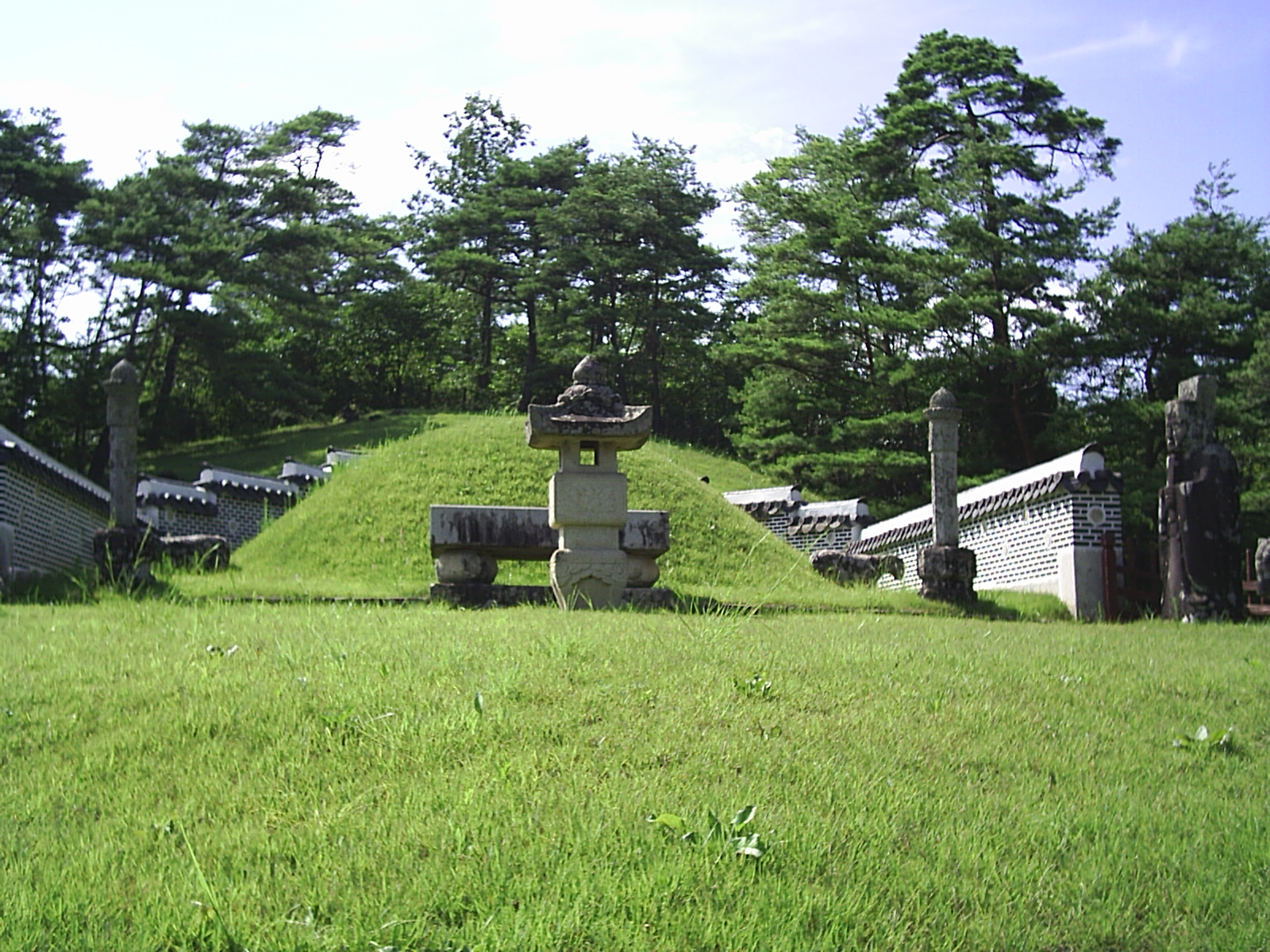
Tomba di Danjong.

Il capitolo degli Annali della dinastia Joseon dedicato a Sejo riporta che Danjong morì impiccandosi dopo aver appreso che lo zio Geumseong era stato giustiziato, mentre sotto Seonjo (r. 1567-1608) si diffuse la voce che Sejo l'avesse condannato all'avvelenamento. Il missionario Homer Hulbert ha raccontato che il funzionario Wang Bang-yeon, che aveva accompagnato Danjong nel viaggio verso l'esilio, ricevette l'ordine di consegnare la ciotola con il veleno, ma a causa del rispetto che nutriva per il re deposto, non riuscì a farlo e, invece, si prostrò ai suoi piedi; Danjong venne quindi strangolato a tradimento con una corda dal plebeo Kong Sang, il quale, all'improvviso, cadde morto con il sangue che gli sgorgava dagli orifizi del viso. Il racconto di Hulbert è probabilmente falso, giacché Wang ha riconosciuto in una poesia di aver consegnato al re ragazzo la bevanda avvelenata; tuttavia, siccome le storie popolari e i resoconti storici non menzionano il veleno, ma parlano dello strangolamento, è più probabile che sia quest'ultimo la causa del decesso.
I resti di Danjong vennero abbandonati nel fiume Donggang, e un decreto reale stabilì che chiunque li avesse recuperati sarebbe stato punito per tre generazioni. In seguito, incurante del divieto, il governatore locale Eom Heung-do recuperò il corpo dalle acque e lo seppellì.
La sua tomba rimase priva di nome per duecento anni. Nel 1681 Sukjong lo elevò nuovamente a principe, mentre nel 1698 gli assegnò Danjong come nome postumo, e il luogo della sua sepoltura venne chiamato Jangneung.

## Ascendenza
|                     |           |                     | Genitori            |  |  | Nonni            |  |  | Bisnonni          |  |
|                     |           |                     |                     |  |  | Sejong il Grande |  |  | Taejong di Joseon |  |
|                     |           |                     |                     |  |  | Sejong il Grande |  |  | Taejong di Joseon |  |
|                     |           | Wongyeong di Joseon |                     |  |  | Sejong il Grande |  |  |                   |  |
| Munjong di Joseon   |           |                     |                     |  |  | Sejong il Grande |  |  |                   |  |
|                     |           | Soheon di Joseon    | Sim On              |  |  |                  |  |  |                   |  |
|                     |           | Soheon di Joseon    | Sim On              |  |  |                  |  |  |                   |  |
|                     |           | Soheon di Joseon    | Samhangukdaebuin An |  |  |                  |  |  |                   |  |
| Danjong di Joseon   |           | Soheon di Joseon    |                     |  |  |                  |  |  |                   |  |
|                     | Gwon Jeon | Gwon Baek-jong      |                     |  |  |                  |  |  |                   |  |
|                     | Gwon Jeon | Gwon Baek-jong      |                     |  |  |                  |  |  |                   |  |
|                     | Gwon Jeon | Signora Gwon        |                     |  |  |                  |  |  |                   |  |
| Hyeondeok di Joseon | Gwon Jeon |                     |                     |  |  |                  |  |  |                   |  |
|                     |           | Choe A-ji           | Choe Yong           |  |  |                  |  |  |                   |  |
|                     |           | Choe A-ji           | Choe Yong           |  |  |                  |  |  |                   |  |
|                     |           | Choe A-ji           | Signora Ji          |  |  |                  |  |  |                   |  |
|                     |           | Choe A-ji           |                     |  |  |                  |  |  |                   |  |

## Discendenza
Danjong ebbe tre consorti (una regina e due concubine), con cui non generò figli.
- Regina Jeongsun di Joseon
- Sugui Kim del bon-gwan Kim di Sangsan
- Sugui Gwon del bon-gwan Gwon di Andong

## Nella cultura popolare
Danjong è stato interpretato dai seguenti attori:
- Lee Min-woo in Ppurigip-eun namu (1983)
- Jung Tae-woo in Wanggwa bi (1998)
- Noh Tae-yeob in Gongju-ui namja (2011)
- Chae Sang-woo in Insu daebi (2011) e Gwansang (2013)
- Choi Dong-ah in Jang Yeong-sil (2016)